# Brama Famagustiańska
Brama Famagustiańska (tur. Mağusa Kapısı, dawn. wł. Porta Giuliana lub Porta di Sotto) – jedna z trzech bram w obwarowaniach miejskich Nikozji z okresu weneckiego.

## Opis
Brama została zbudowana według planów weneckiego architekta Giulio Savorgnano pomiędzy 1567 a 1570 rokiem. Od jego imienia  nazywana była Porta Giuliana.  
Brama tworzy tunel w obwarowaniach miejskich, oświetlany poprzez okulus w środkowej części sklepienia. Wejście od strony miasta zdobi reprezentacyjna fasada z sześcioma herbami i masywnymi drewnianymi wrotami, natomiast wyjście na zewnątrz murów jest prostym portalem zwieńczonym łukiem. Po obydwu stronach przejścia znajdują się dwa pomieszczenia.        
Po gruntownej renowacji w 1981 roku brama służy jako centrum kulturalne; organizowane są tu wystawy, debaty i koncerty.